# Andilla
Andilla és un municipi del País Valencià que es troba a la comarca dels Serrans.

## Geografia
Situat en els vessants meridionals de la serra del seu mateix nom, a l'extrem nord-oest de la província de València.
El terme està molt accidentat, amb paisatges molt abruptes i profunds barrancs. Les principals altures són: La Veteta (1.434 m), El Resinero (1.482 m), Cerro del Rumbo (1.146 m), Cerro de la Vihuela (1.273 m) i Puntal de Miravalencia (1.262 m). La rambla d'Andilla arreplega les aigües del terme portant-les fins al riu Túria. El clima és fred, amb nevades a l'hivern i temperatures agradables a l'estiu. Els vents predominants són els del nord i ponent en l'hivern, i el llevant a l'estiu.
La vila es troba en el vessant meridional d'un xicotet tossal.

### Nuclis i llogarets
- Andilla
- Artaix
- Osset
- La Pobleta. La seva parròquia és dedicada a santa Paula. El 2009 tenia 108 habitants.[1]
- Las Bodegas de Pardanchinos o la Masada Grande.

### Límits
El terme fa frontera amb Les Alcubles, La Iessa, Xelva, Calles, Figueroles de Domenyo i el Villar (a la mateixa comarca); i amb Llíria (a la comarca del Camp de Túria) i Sacanyet (a l'Alt Palància).

### Accessos
S'accedix a esta localitat, des de València, prenent la CV-35 fins a enllaçar amb la CV-349, continuant per la CV-245 i després per la CV-341.

## Història
En l'edat mitjana va tindre castell i va estar murallada; hui a penes queden restes del recinte primitiu.
La zona fou molt castigada durant la Guerra Civil de 1936 a 1939. Es va establir un front en el pròxim vèrtex de la Salada, i van resultar destruïts gran nombre d'edificis de la vila i del terme, sent esta una de les causes determinant del descens de població.

## Demografia
| 1990 | 1992 | 1994 | 1996 | 1998 | 2000 | 2002 | 2004 | 2006 | 2007 |
| ---- | ---- | ---- | ---- | ---- | ---- | ---- | ---- | ---- | ---- |
| 174  | 192  | 253  | 292  | 311  | 460  | 395  | 384  | 335  | 325  |

## Economia
Basada en l'agricultura. Predomina el secà, en el que es cullen principalment, olives, raïm, anous i ametles. Els cereals es cultiven en règim de guaret. Hi ha unes quantes mines de caolí, que estan destrossant l'entorn i afectant greument els seus ecosistemes.

## Política i govern

### Composició de la Corporació Municipal
El Ple de l'Ajuntament està format per 7 regidors. En les eleccions municipals de 26 de maig de 2019 foren elegits 4 regidors del Partit Socialista del País Valencià (PSPV-PSOE), 2 del Partit Popular (PP) i 1 de l'Asociación Vecinal Independiente de Andilla (AVIA).
| Eleccions municipals de 26 de maig de 2019 - Andilla                                                                          |                                             |                                     |                                     |      |          |          |
| Candidatura | Candidatura                                 | Candidatura                         | Cap de llista                       | Vots | Vots     | Regidors |
| | Partit Socialista del País Valencià-PSOE    |                                     | Consuelo Alfonso Pérez              | 124  | 47,88%   | 4 (+2)   |
| | Partit Popular                              |                                     | Paulino Moreno Alsina               | 83   | 32,05%   | 2 (-1)   |
| | Asociación Vecinal Independiente de Andilla |                                     | Paulino Moreno López                | 50   | 19,31%   | 1 (+1)   |
| | Vots en blanc                               |                                     |                                     | 2    | 0,77%    |          |
| Total vots vàlids i regidors                                                                                                  | Total vots vàlids i regidors                | Total vots vàlids i regidors        | Total vots vàlids i regidors        | 259  | 100 %    | 7        |
| | Vots nuls                                   | Vots nuls                           | Vots nuls                           | 3    | 1,15%    |          |
| Participació (vots vàlids més nuls)                                                                                           | Participació (vots vàlids més nuls)         | Participació (vots vàlids més nuls) | Participació (vots vàlids més nuls) | 262  | 84,52%** |          |
| Abstenció | Abstenció                                   | Abstenció                           | Abstenció                           | 48*  | 15,48%** |          |
| Total cens electoral | Total cens electoral                        | Total cens electoral                | Total cens electoral                | 310* | 100 %**  |          |
| Alcaldessa: Consuelo Alfonso Pérez (PSPV) (15/06/2019) Per majoria absoluta dels vots dels regidors (4 vots de PSPV)          |                                             |                                     |                                     |      |          |          |
| Fonts: JEC, JEZ Llíria, M. Interior, Periòdic Ara. (* No són vots sinó electors. ** Percentatge respecte del cens electoral.) |                                             |                                     |                                     |      |          |          |

### Alcaldes
Des de 2016 l'alcaldessa d'Andina és Consuelo Alfonso Pérez, en 2015 per l'Asociación para la Unión de los Núcleos de Andilla (AUNA) i des de 2019 pel Partit Socialista del País Valencià (PSPV-PSOE).
| Període                       | Alcalde o alcaldessa                                                   | Partit polític   | Data de possessió                | Observacions                          |
| ----------------------------- | ---------------------------------------------------------------------- | ---------------- | -------------------------------- | ------------------------------------- |
| 1979–1983                     | Celestino Mateo López                                                  | IA               | 19/04/1979                       | --                                    |
| 1983–1987                     | José María Vicente Martínez                                            | OIV              | 28/05/1983                       | --                                    |
| 1987–1991                     | Ernesto Enguídanos Palomar                                             | PSPV-PSOE        | 30/06/1987                       | --                                    |
| 1991–1995                     | Ernesto Enguídanos Palomar                                             | PSPV-PSOE        | 15/06/1991                       | --                                    |
| 1995–1999                     | Ernesto Enguídanos Palomar Daniel Domingo Muñoz Basilio Vicente Galvez | PSPV-PSOE AIA PP | 17/06/1995 29/05/1997 09/07/1998 | Moció de censura Dimissió/renúncia -- |
| 1999–2003                     | Basilio Vicente Galvez Daniel Domingo Muñoz                            | PP UV            | 03/07/1999 27/11/2001            | Moció de censura --                   |
| 2003–2007                     | Celestino Perales Gálvez                                               | PP               | 14/06/2003                       | --                                    |
| 2007–2011                     | Celestino Perales Gálvez                                               | PP               | 16/06/2007                       | --                                    |
| 2011–2015                     | Jesús Ruiz García                                                      | PP               | 11/06/2011                       | --                                    |
| 2015–2019                     | Paulino Moreno Alsina Consuelo Alfonso Pérez                           | PP AUNA          | 03/06/2015 11/04/2016            | Moció de censura --                   |
| 2019-2023                     | Consuelo Alfonso Pérez                                                 | PSPV-PSOE        | 15/06/2019                       | --                                    |
| Des de 2023                   | n/d                                                                    | n/d              | 17/06/2023                       | --                                    |
| Fonts: Generalitat Valenciana |                                                                        |                  |                                  |                                       |

## Monuments

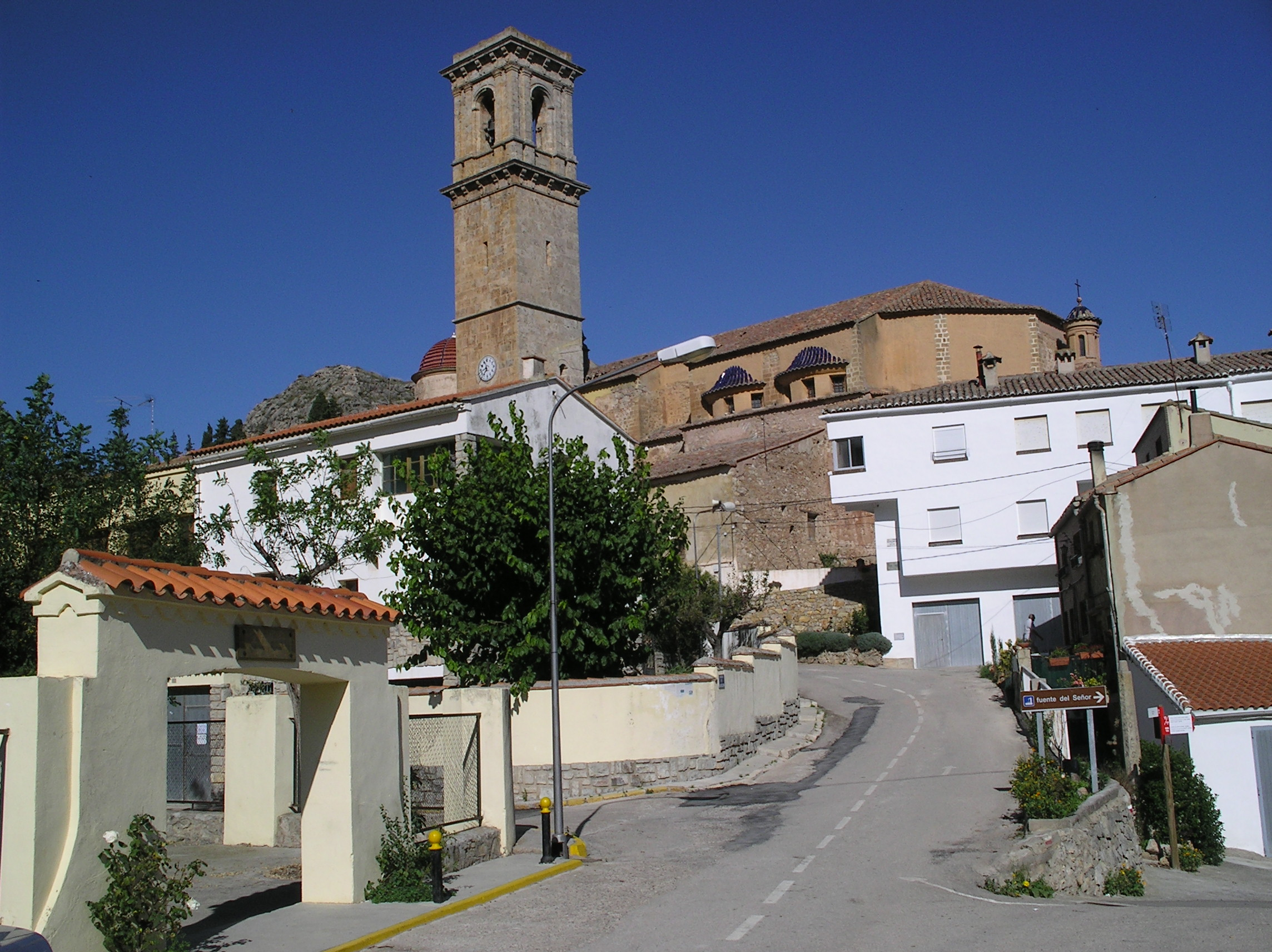
Vista d'Andilla amb l'Església al fons

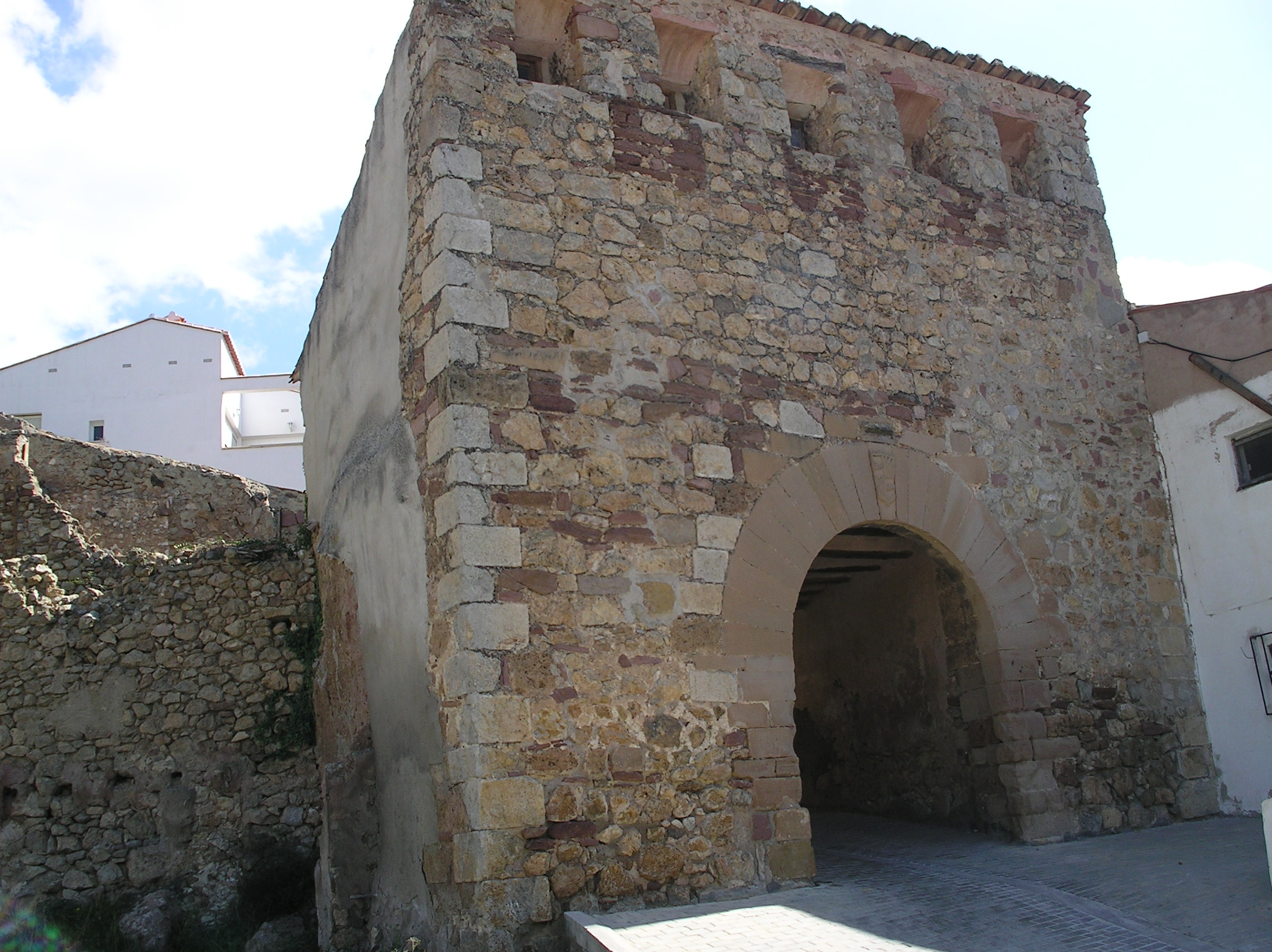
Portal de la Muralla

- Església de l'Assumpció. Data del segle xv, construïda per iniciativa de Rodrigo de Rebolledo, senyor d'Andilla que va viure en la cort napolitana d'Alfons el Magnànim, per la qual cosa el temple té influències italianes. En l'altar major hi ha 8 quadres de Ribalta, restes d'un gran retaule pintat en col·laboració amb Vicent Castelló i Abdó Castanyeda entre 1622 i 1624.
- Les restes del Castell d'Andilla, d'origen musulmà, ocupen el cim del tossal de gairebé 900 metres d'altura que domina la població, al costat de l'ermita de Santa Agnès.

- Ermita de Santa Agnés. Del segle xviii, construïda als peus del castell, dominant privilegiadament la vila. Té planta circular, el que la convertix en un edifici religiós singular en l'àmbit del País Valencià, lamentablement es troba en un estat de deterioració.
- Portal de la Muralla. Edifici noble del segle xiv construït en la part oest de la vila, amb carreus de pedra arenisca amb arc de mig punt i escut en la clau de l'arc, pertanyent al primer baró d'Andilla, Ximén Pérez de d'Arenós. Actualment, la torrassa alberga el Museu Arqueològic Municipal.

- Ermita de Santa Margarida. Popularment coneguda com a ermita de Bardés, està situada a 1.200 m. d'altura, en les Penyes del Seco, al costat de la font de Bardés. Ací confluïxen les senderes de gran recorregut GR-7 i GR-10. Des de l'esplanada de l'ermita hi ha una de les vistes més belles i espectaculars de la vall d'Andilla, la vila i La Pobleta. Esta construcció va ser rescatada de la ruïna i restaurada fa uns anys gràcies a l'esforç dels veïns.

## Festes locals
- Santa Agnés. El 21 de gener.

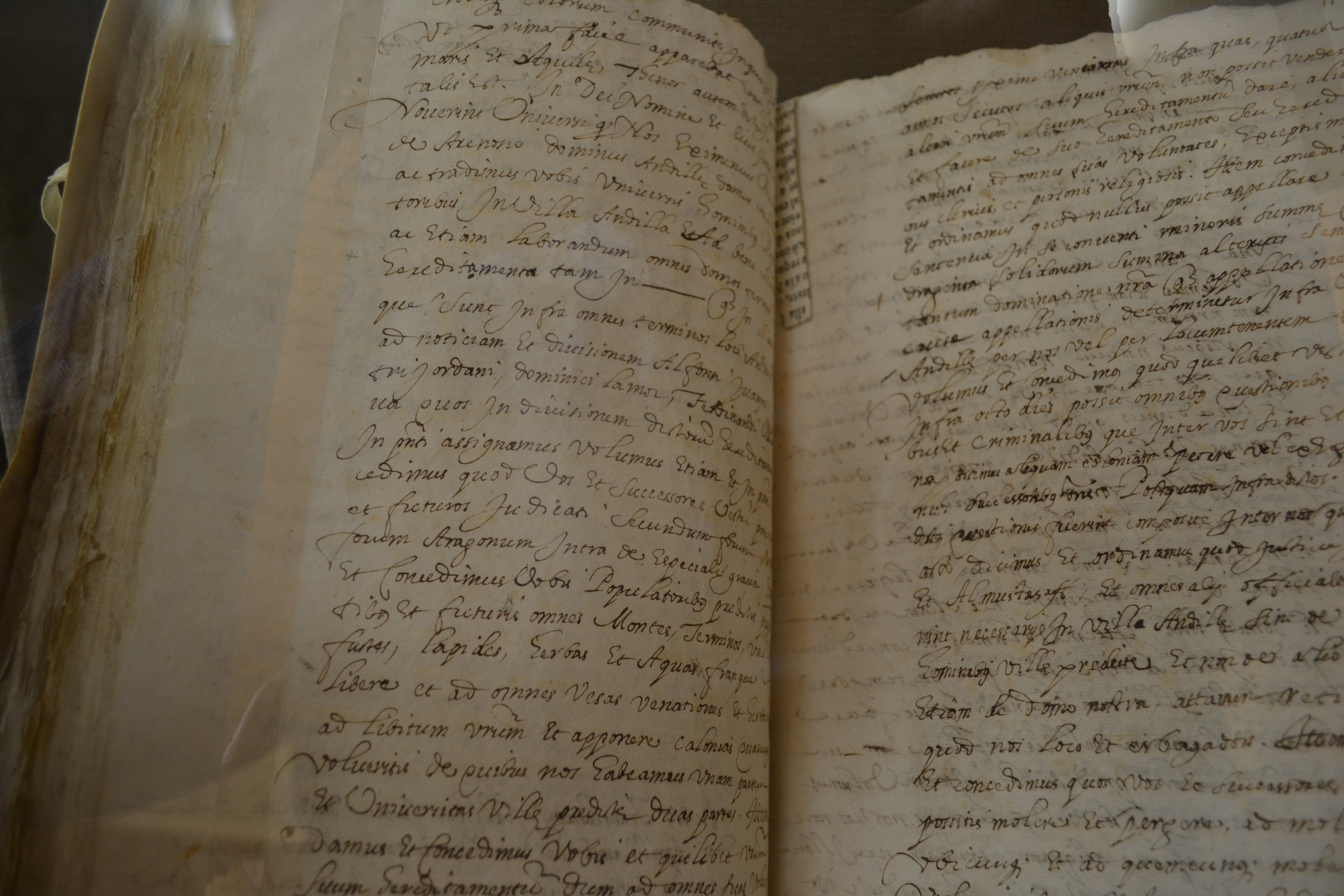
Carta pobla (1292)

- Festes Majors. Se celebren entorn del 24 d'agost en honor de Sant Bertomeu.

la Pobleta
- Fogueres de Sant Antoni. El 17 de gener.
- Fogueres de Sant Blai. El 3 de febrer.
- Festes patronals en honor de Santa Paula, Sant Lluís, l'Inmaculada Concepció i el Crist del 13 al 15 d'agost.
- Mare de Déu dels Desamparats. Darrer diumenge d'agost.
- L'Inmaculada Concepció. El 8 de desembre.

Artaix
- Verge del Carme. El primer cap de setmana d'agost se celebra una cursa popular des d'Andilla fins a Artaj.

## Fills il·lustres
- Vicent Macip (Andilla, 1475 - València, 1545) era un pintor d'estil quattrocentista, pare del també pintor renaixentista Joan Vicent Macip, més conegut com a Joan de Joanes